# UFC on Fox: Teixeira vs. Evans
UFC on Fox: Teixeira vs. Evans è stato un evento di arti marziali miste tenuto dalla Ultimate Fighting Championship svolto il 16 aprile 2016 all'Amalie Arena di Tampa, Stati Uniti.

## Retroscena
Questo è stato il secondo evento organizzato dalla UFC a Tampa, il primo dopo UFC Fight Night: Lauzon vs. Stephens del febbraio 2009.
In questo evento doveva tenersi l'eliminatoria per il titolo dei pesi leggeri UFC tra l'imbattuto Khabib Nurmagomedov e il vincitore della tredicesima stagione del reality show The Ultimate Fighter Tony Ferguson. Inizialmente l'incontro doveva svolgersi all'evento The Ultimate Fighter: Team McGregor vs. Team Faber Finale, ma Nurmagomedov dovette rinunciare per un infortunio alle costole e il match fu spostato per questo evento. Il 5 aprile, venne annunciato che Ferguson non poteva prendere parte all'incontro per un problema al polmone. Quindi venne scelto come main event della card l'incontro tra Glover Teixeira e Rashad Evans. Due giorni dopo, venne annunciato Darrell Horcher come nuovo avversario di Nurmagomedov, in un match valido per la categoria Catchweight al limite dei 72,6 kg.
Mauricio Rua avrebbe dovuto affrontare Rashad Evans, in un incontro tra due ex campione dei pesi mediomassimi UFC. Questo match doveva svolgersi alla prima difesa titolata di Rua, a marzo del 2011 all'evento UFC 128, tuttavia Evans dovette rinunciare per un infortunio al ginocchio. Ancora una volta l'incontro saltò a causa di infortunio da parte di Rua, che venne sostituito da Glover Teixeira.
Caio Magalhaes doveva vedersela con Cézar Ferreira. Tuttavia, Magalhaes venne rimosso dalla card una settimana prima dell'evento a causa di un infortunio alla caviglia; al suo posto venne inserito Oluwale Bamgbose.
Il rematch tra l'ex campione dei pesi mediomassimi Lyoto Machida e l'ex campione Pride dei pesi welter e medi, nonché l'ex campione dei pesi mediomassimi Strikeforce Dan Henderson doveva tenersi per questo evento. Il primo incontro finì con una vittoria non unanime da parte di Machida all'evento UFC 157 del febbraio 2013. Il 13 aprile, però, la UFC annunciò che Machida dichiarò di aver usato delle sostanze illegali al di fuori delle competizioni di MMA, e che non era a conoscenza che tali sostanze erano illegali. In accordo con la commissione anti-doping della UFC, la sua spontanea dichiarazione dell'utilizzo di sostanze illegali verrà presa in considerazione in un potenziale processo disciplinare. Successivamente, venne rimosso dalla card e il match con Henderson saltò temporaneamente. In seguito si scoprì che le sostanze illegali assunte da Machida contenevano 7-keto-DHEA, un agente anabolizzante.
Dopo la cerimonia del peso, la UFC annunciò che il lottatore Islam Machačev venne segnalato dalla USADA, per una potenziale violazione delle regole anti-doping, a causa dell'utilizzo di meldonium. Successivamente, venne provvisoriamente sospeso e rimosso dal match contro Drew Dober.

## Risultati
|                                   | Divisione             |                           |                       |                       | Metodo                                      | Round                 | Tempo                 | Premio                |
| Card Principale (Fox)             | Card Principale (Fox) | Card Principale (Fox)     | Card Principale (Fox) | Card Principale (Fox) | Card Principale (Fox)                       | Card Principale (Fox) | Card Principale (Fox) | Card Principale (Fox) |
| --------------------------------- | --------------------- | ------------------------- | --------------------- | --------------------- | ------------------------------------------- | --------------------- | --------------------- | --------------------- |
|                                   | Pesi Mediomassimi     | Glover Teixeira           | batte                 | Rashad Evans          | KO (pugni)                                  | 1                     | 1:48                  | POTN                  |
|                                   | Pesi Paglia (F)       | Rose Namajunas            | batte                 | Tecia Torres          | Decisione unanime (29-28, 29-28, 29-28)     | 3                     | 5:00                  |                       |
|                                   | Catchweight (72,6 kg) | Khabib Nurmagomedov       | batte                 | Darrell Horcher       | KO Tecnico (pugni)                          | 2                     | 3:38                  |                       |
|                                   | Pesi Piuma            | Cub Swanson               | batte                 | Hacran Dias           | Decisione unanime (29-28, 29-28, 29-28)     | 3                     | 5:00                  |                       |
| Card Preliminare (Fox)            |                       |                           |                       |                       |                                             |                       |                       |                       |
|                                   | Pesi Leggeri          | Michael Chiesa            | batte                 | Beneil Dariush        | Sottomissione (rear-naked choke)            | 2                     | 1:20                  | POTN                  |
|                                   | Pesi Gallo (F)        | Raquel Pennington         | batte                 | Bethe Correia         | Decisione non unanime (29-28, 28-29, 29-28) | 3                     | 5:00                  |                       |
|                                   | Pesi Welter           | Santiago Ponzinibbio      | batte                 | Court McGee           | KO Tecnico (pugni)                          | 1                     | 4:15                  |                       |
|                                   | Pesi Welter           | Michael Graves            | batte                 | Randy Brown           | Sottomissione (rear-naked choke)            | 2                     | 2:31                  |                       |
| Card Preliminare (UFC Fight Pass) |                       |                           |                       |                       |                                             |                       |                       |                       |
|                                   | Pesi Gallo            | John Dodson               | batte                 | Manvel Gamburyan      | KO Tecnico (pugni)                          | 1                     | 0:47                  |                       |
|                                   | Pesi Medi             | Cézar Ferreira            | batte                 | Oluwale Bamgbose      | Decisione unanime (29-28, 29-28, 29-27)     | 3                     | 5:00                  |                       |
|                                   | Pesi Welter           | Elizeu Zaleski dos Santos | batte                 | Omari Akhmedov        | KO Tecnico (pugni e ginocchiate)            | 3                     | 3:03                  | FOTN                  |

## Premi
I lottatori premiati ricevettero un bonus di 50.000 dollari.
Legenda:
- FOTN: Fight of the Night (vengono premiati entrambi gli atleti per il miglior incontro dell'evento)
- POTN: Performance of the Night (viene premiato il vincitore per la migliore performance dell'evento)

## Incontri Annullati
|  | Divisione         |                     |        |                | Motivo                                                                              |
|  | ----------------- | ------------------- | ------ | -------------- | ----------------------------------------------------------------------------------- |
|  | Pesi Leggeri      | Khabib Nurmagomedov | contro | Tony Ferguson  | Ferguson ebbe un problema al polmone                                                |
|  | Pesi Mediomassimi | Mauricio Rua        | contro | Rashad Evans   | Rua subì un infortunio                                                              |
|  | Pesi Medi         | Caio Magalhaes      | contro | Cézar Ferreira | Magalhaes subì un infortunio                                                        |
|  | Pesi Medi         | Lyoto Machida       | contro | Dan Henderson  | Machida venne rimosso dalla card per l'utilizzo di sostanze illegali                |
|  | Pesi Leggeri      | Drew Dober          | contro | Islam Machačev | Machačev venne rimosso dalla card per probabile violazione delle regole anti-doping |